# コンドゥルチャ川
コンドゥルチャ川（コンドゥルチャがわ、ロシア語: Кондурча, ラテン文字表記: Kondurcha, タタール語: Кондырча, Qondırça）は、ロシアのサマラ州とタタールスタン共和国を流れる河川で、ソク川（ヴォルガ川の左支流）の右支流である。長さは294km（うちタタールスタン共和国を流れる部分が25km）、流域面積は3,950平方km。
サマラ州北東部のスタラヤ・シェンタラ村付近に発し、農村地帯を西へ流れる。ヌルラトの東で一度タタールスタン共和国に入り、再度サマラ州に戻って南へと流れ、サマラ州北西部を通り、サマーラ北東のクラスヌイ・ヤールでソク川へと合流する。
主な支流にはシュラマ川、リポフカ川がある。流域の主な街にはヌルラト（タタールスタン共和国）がある。11月には凍結し、4月に解ける。
1391年6月18日には、トクタミシュ率いるジョチ・ウルスの軍と、ティムール率いるティムール朝軍がコンドゥルチャ川で戦った（コンドゥルチャ川の戦い）。ティムールの征服戦争のうち、トクタミシュ・ティムール戦争の決戦となったこの戦いで、トクタミシュは大敗を喫している。